# 1564
1564 (MDLXIV) je bilo prestopno leto, ki se je po julijanskem koledarju začelo na soboto.

## Dogodki
- maj - Rusija in Švedska skleneta Dorpatski sporazum

## Rojstva
- 15. februar - Galileo Galilei, italijanski fizik, matematik, astronom, filozof († 1642)
- 26. februar - Christopher Marlowe, angleški dramatik, pesnik, prevajalec  († 1593)
- 9. marec - David Fabricij, nizozemski duhovnik, astronom († 1617)
- 26. april - William Shakespeare, angleški dramatik, pesnik († 1616)

## Smrti
- 27. maj - Jean Calvin, francosko-švicarski reformator in teolog (* 1509)
- 31. julij - Luis de Velasco, španski konkvistador (* 1511)